# Paspalidium
Paspalidium is een geslacht uit de grassenfamilie (Poaceae). De soorten van dit geslacht komen voor in Afrika, Azië, Australazië, Amerika en het Pacifisch gebied.